# Université ouverte de Grèce
L’université ouverte de Grèce (en grec moderne : Ελληνικό Ανοικτό Πανεπιστήμιο) est une université d’enseignement à distance ouverte. Elle fut créée en 1992. Elle est basée à Patras.